# St. Paulus (Lich)

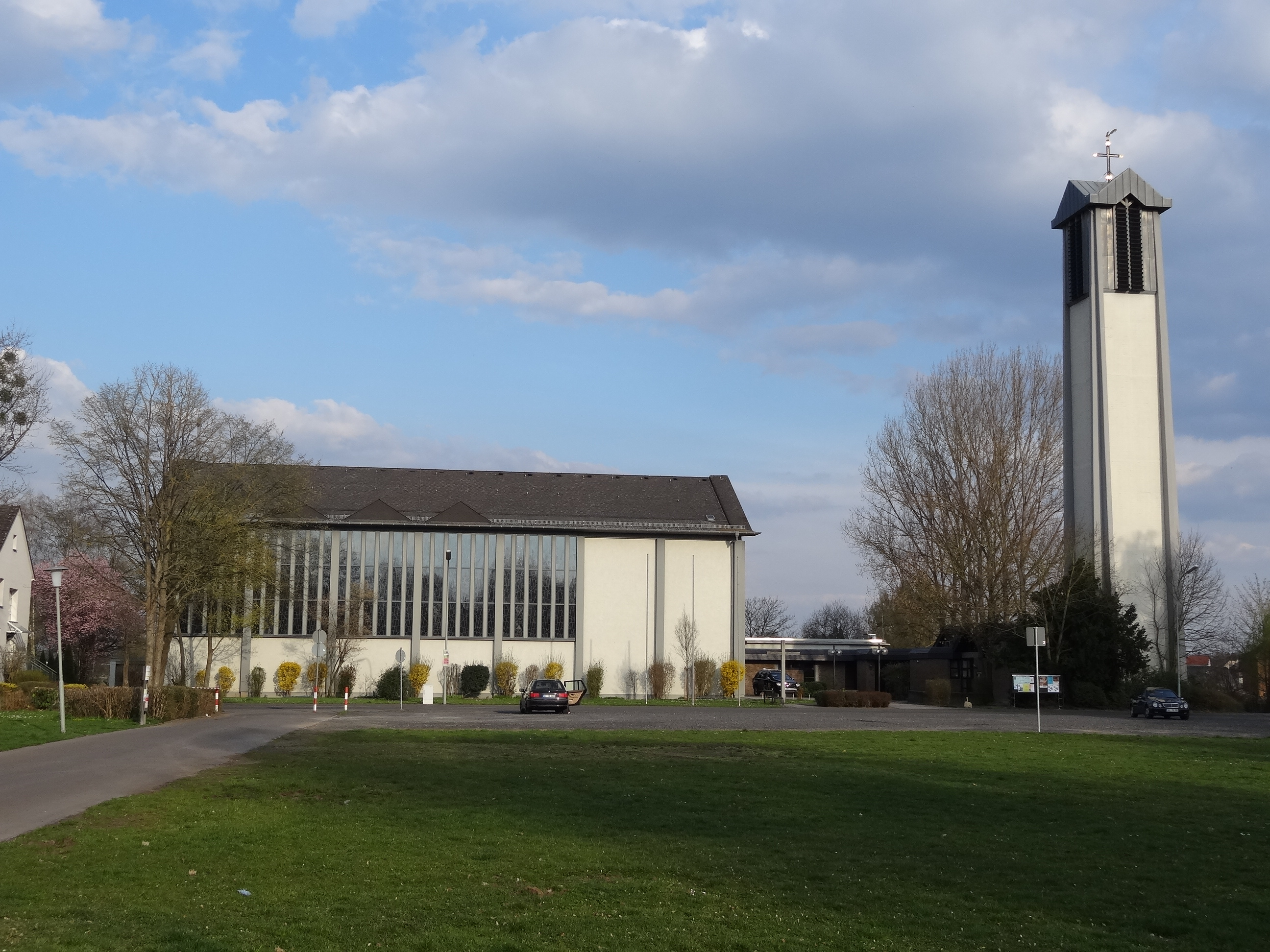
Westseite von St. Paulus

St. Paulus ist eine römisch-katholische Kirche in Lich im Landkreis Gießen (Hessen).

## Geschichte
In Lich existierte in der Zeit von 1913 bis 1956 eine katholische Kirche in einem Missionshaus in der Heinrich-Neeb-Straße. Der Neubau ist ein Ergebnis der Entwicklungen nach dem Zweiten Weltkrieg: Durch den Zuzug aus Schlesien und dem Sudetenland wuchs die Zahl der Katholiken, so dass der bisherige Bau nicht mehr ausreichte.
Die heutige Kirche wurde in den Jahren 1955 und 1956 unter Dekan Georg Grönlein an der Ringstraße erbaut. Am 18. November 1956 erfolgte die Weihe durch den Mainzer Bischof Albert Stohr. Kirchenpatron ist der Apostel Paulus. Der Kirchturm mit einer Höhe von 34 Metern wurde ab September 1961 gebaut und am 2. Februar 1962 geweiht. Der Kreuzweg in der Kirche wurde 1962 eingerichtet.
Zwischen Kirche und Kirchturm befindet sich das Gemeindezentrum. Der erste Teil wurde von Juli 1961 bis März 1962 erbaut und zwischen Frühjahr 1980 und August 1981 erweitert.

## Bauwerk

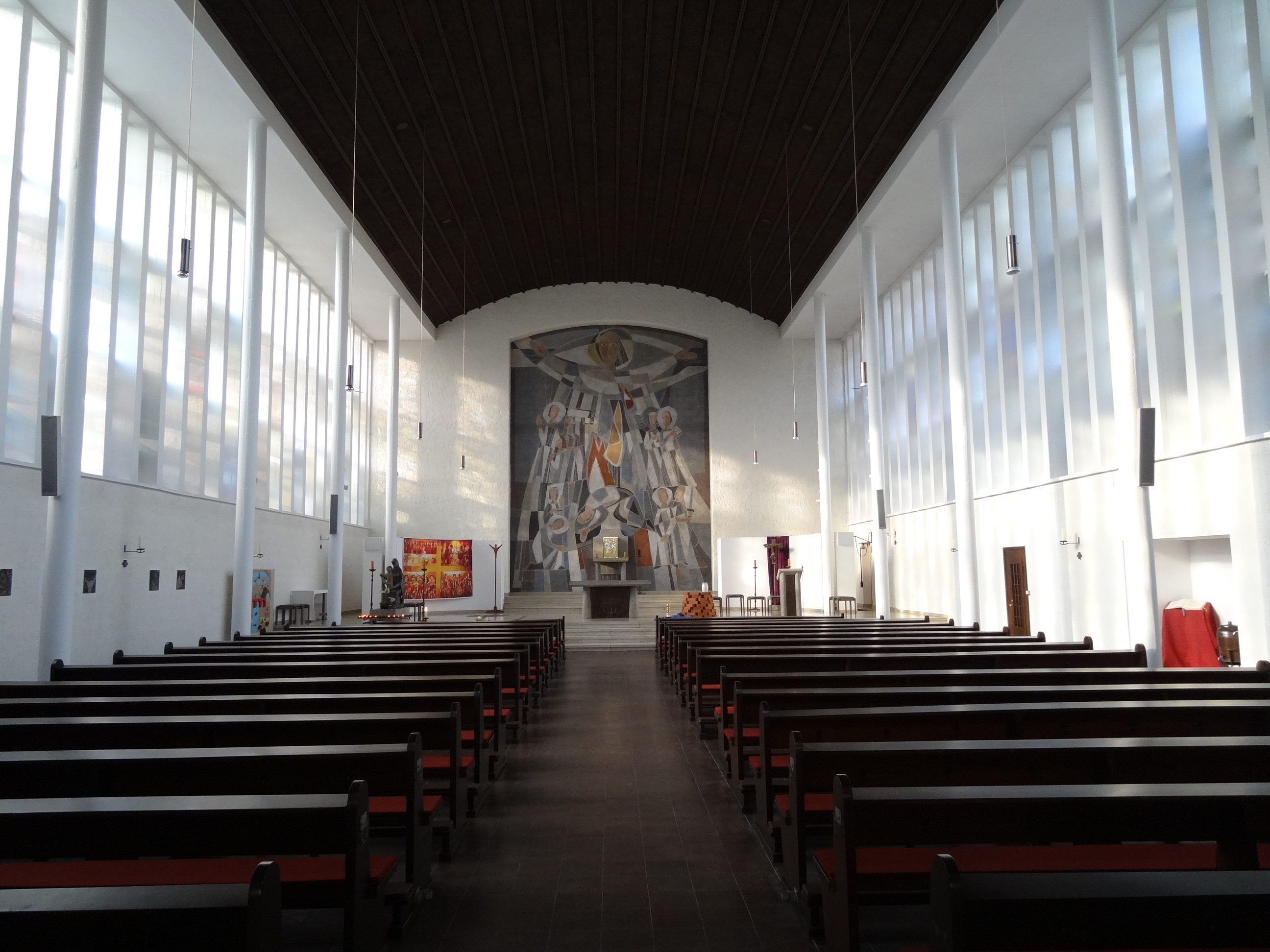
Mittelschiff leicht gewölbt, Seitenschiffe schmal, Altar im Norden
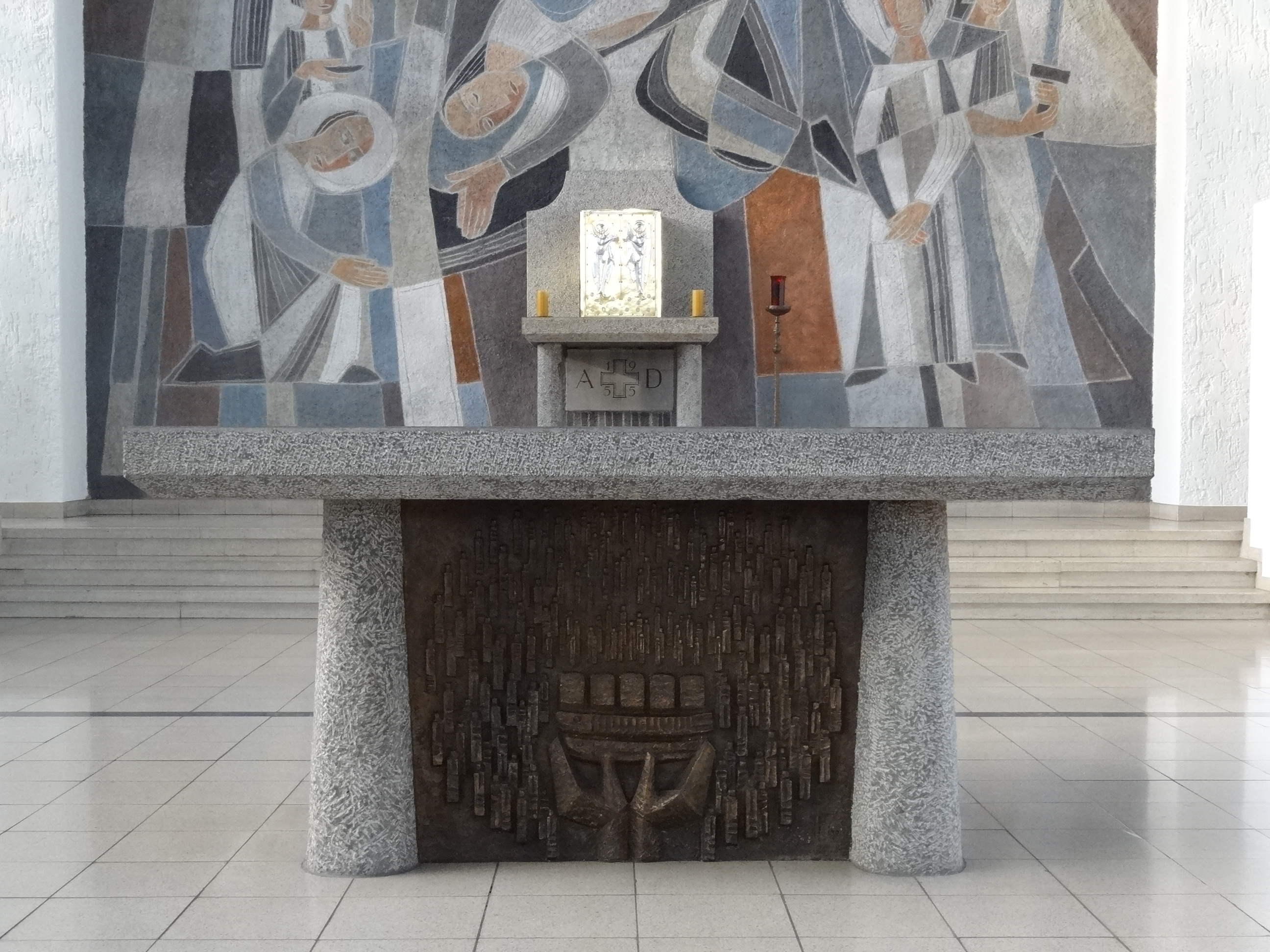
Volksaltar vor den Stufen, Hochaltar mit Tabernakel dahinter, beide ohne Kreuz
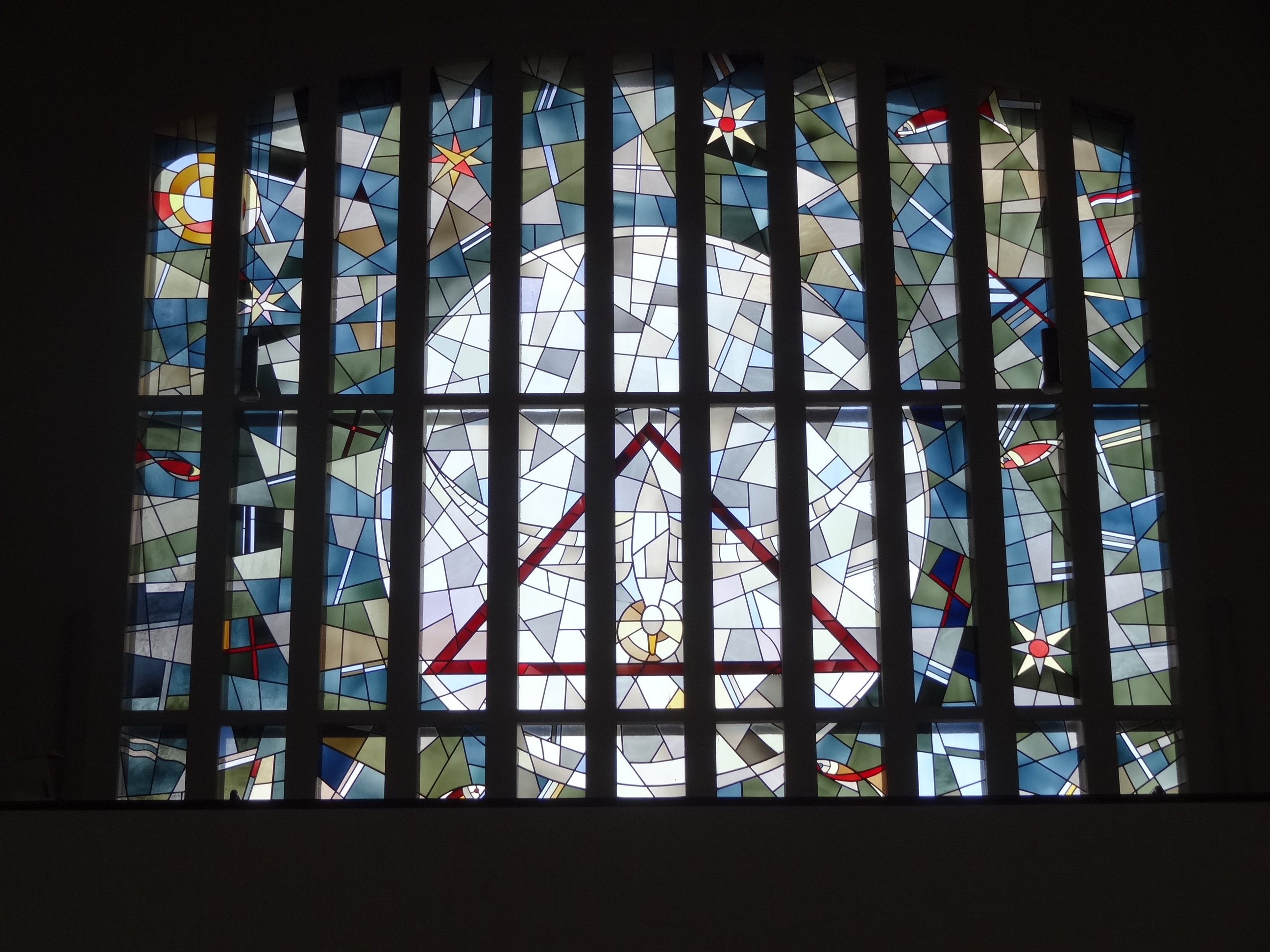
Südfenster
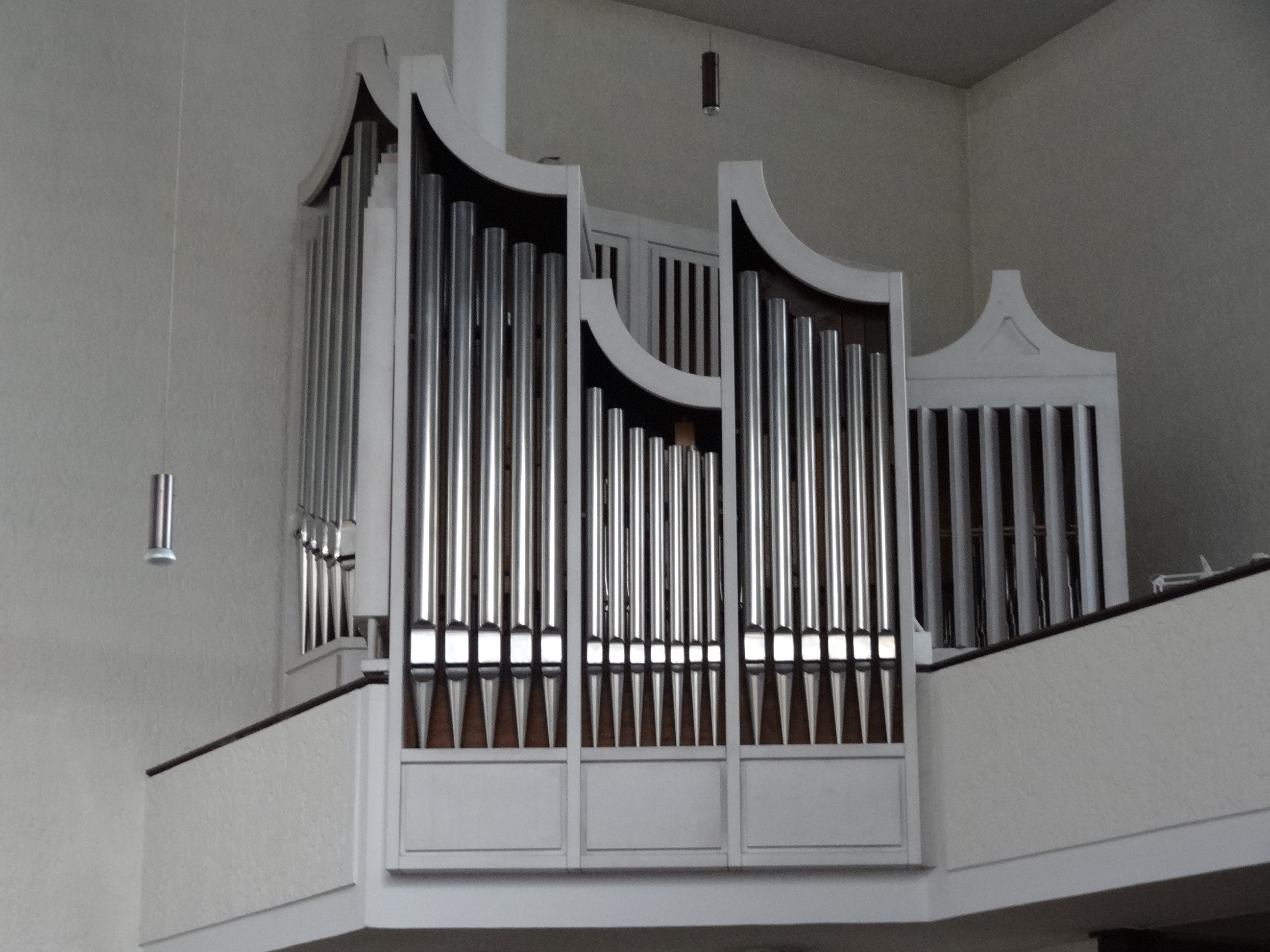
Orgel, in der Südostecke

Die Kirche hat ein gering genaigtes Satteldach. Die Gebäudeachse liegt genau in Nordsüdrichtung, mit dem Hauptaltar im Norden und dem Haupteingang im Süden. Vor dem Haupteingang liegt ein von niedrigen Nebengebäuden umgebener Vorhof, eine Erinnerung an die Atrien spätantiker und (vor-)romanischer Kirchen. Auf der Südseite des Vorhofs erhebt sich der schlanke und hohe Kirchturm, gedeckt mit einem gering geneigten Kreuzdach.
Der Kirchenraum ist eine dreischiffige Hallenkirche, eine der jüngsten in Hessen. Reihen sehr schlanker Säulen trennen schmale flachdeckige Seitenschiffe von dem breiten Mittelschiff, dass von einer Segmentbogentonne gedeckt ist. Damit wurde eine Form des klassizistischen Kirchenbaus übernommen, in dem die Mittelschiffstonne allerdings zumeist stärker gekrümmt ist.

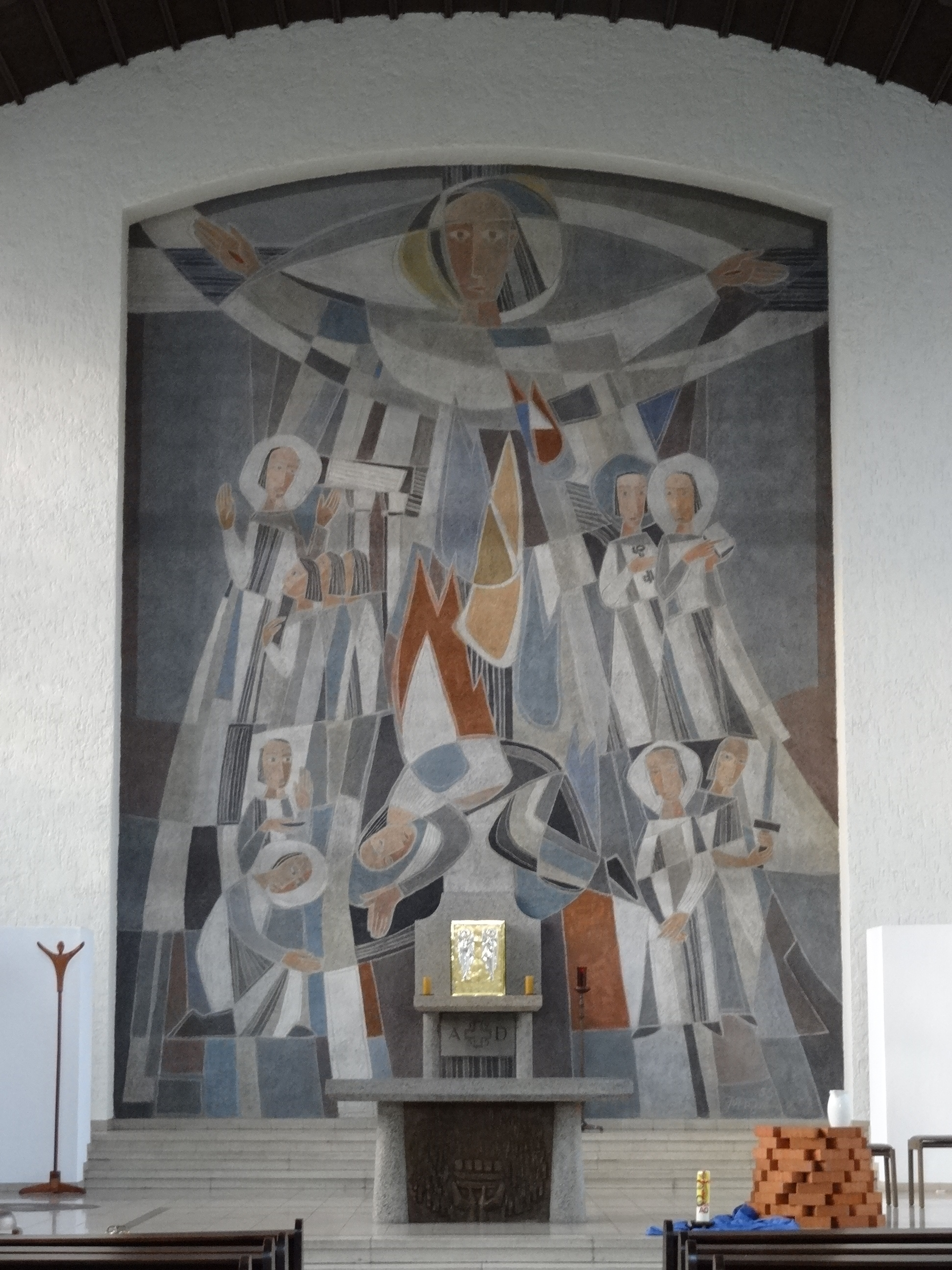
Chorwand im Norden
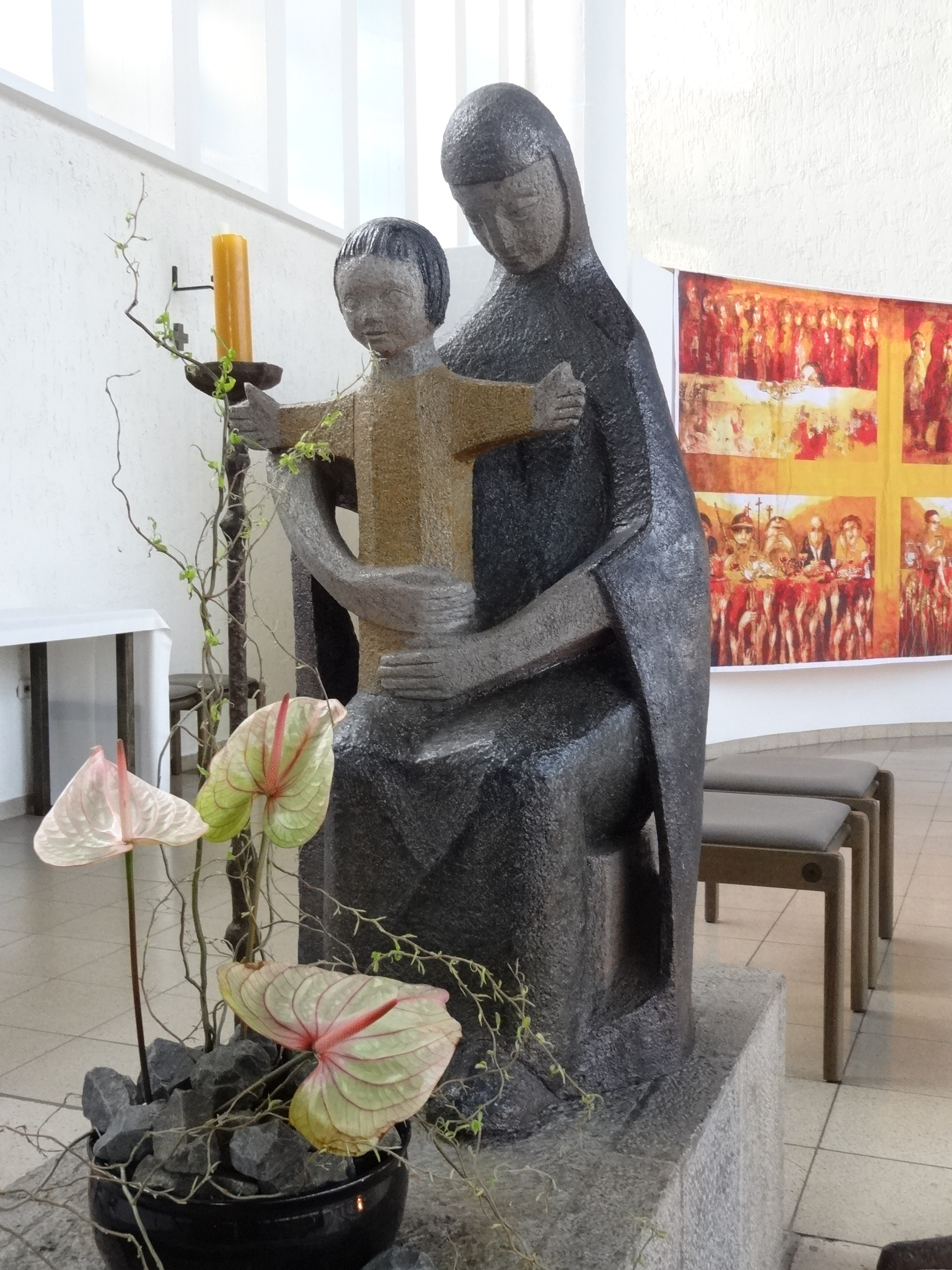
Marienfigur von F. Lenz-Gerharz
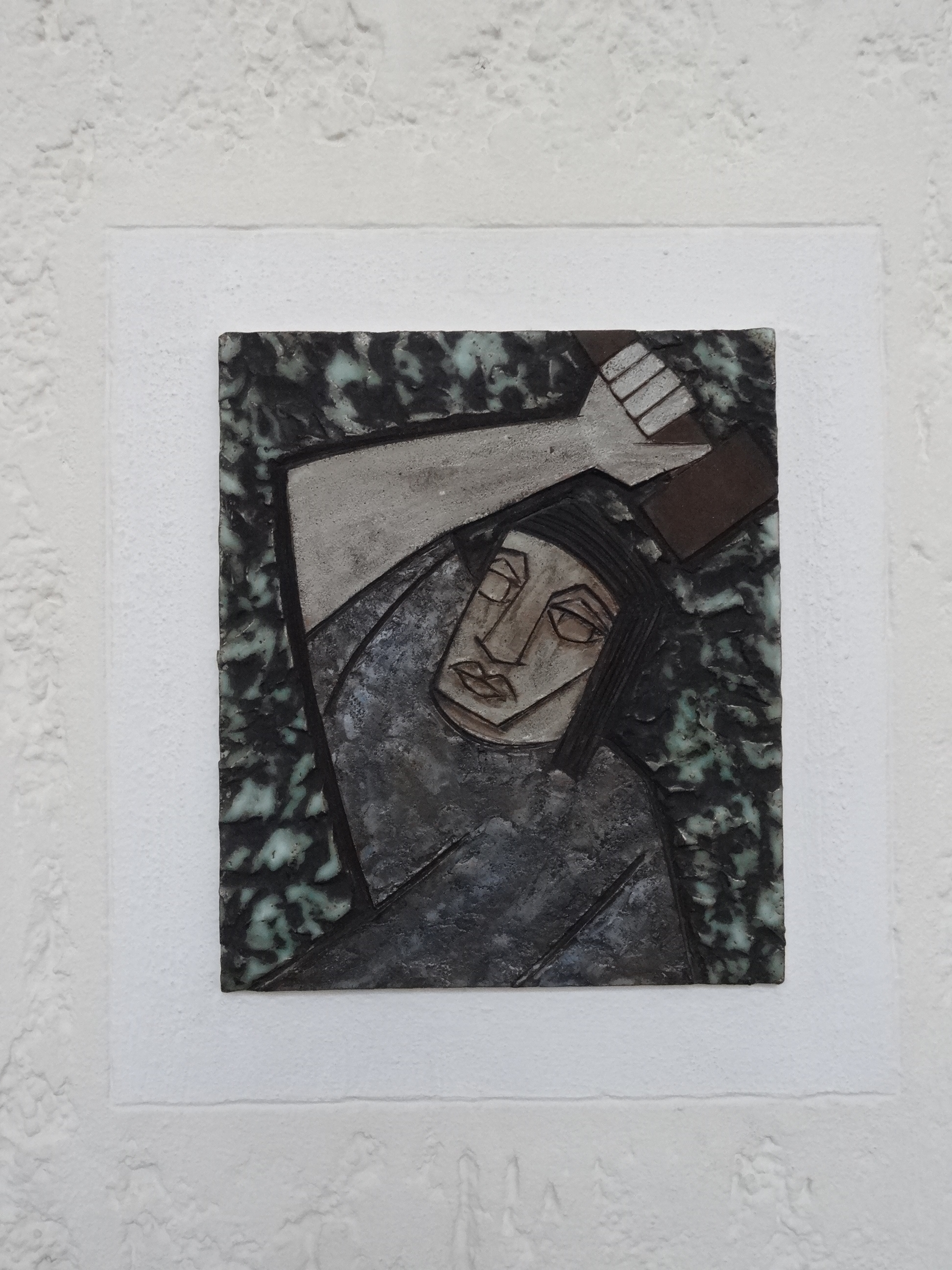
11. Station des Kreuzwegs

## Orgel
Seit 1988 besitzt die Kirche eine Orgel der Firma Tzschöckel aus Fautspach-Althütte.

## Pfarrei
2014 entstand aus den beiden Pfarrgemeinden St. Paulus in Lich und St. Andreas in Hungen die katholische Pfarrgemeinde St. Paulus und St. Andreas. Das Gebiet der neuen Pfarrei erstreckt sich über 22 Ortschaften und umfasste zur Gründung etwa 5000 katholische Gläubige.